# 艋舺福德宮
25°02′29″N 121°29′59″E / 25.041481°N 121.499824°E
艋舺福德宮，又名艋舺福德府，是位於臺灣臺北市萬華區菜園里、艋舺最早的的土地祠，因拓寬西昌街而遷至長沙公園。

## 歷史

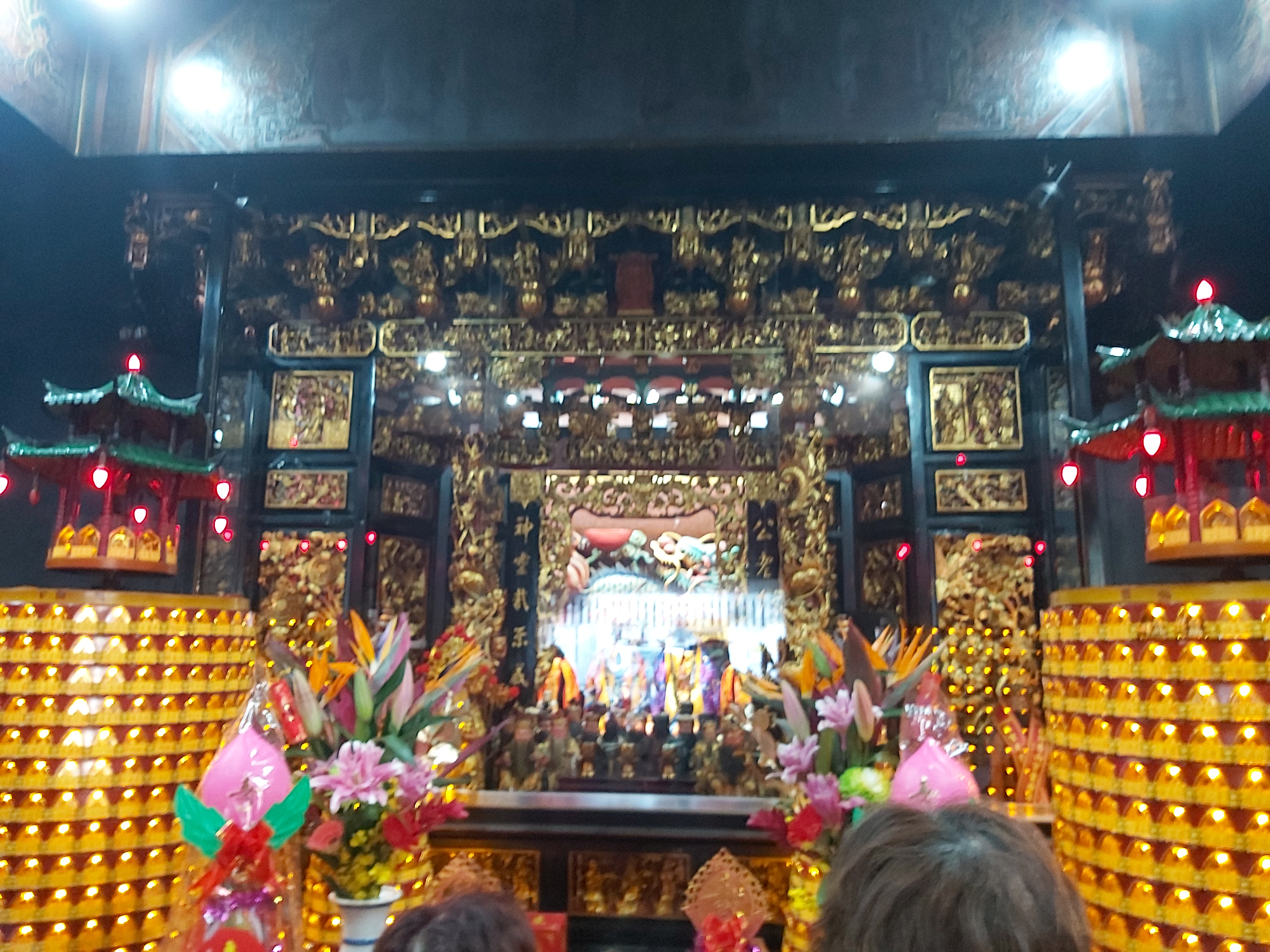
正殿神龕

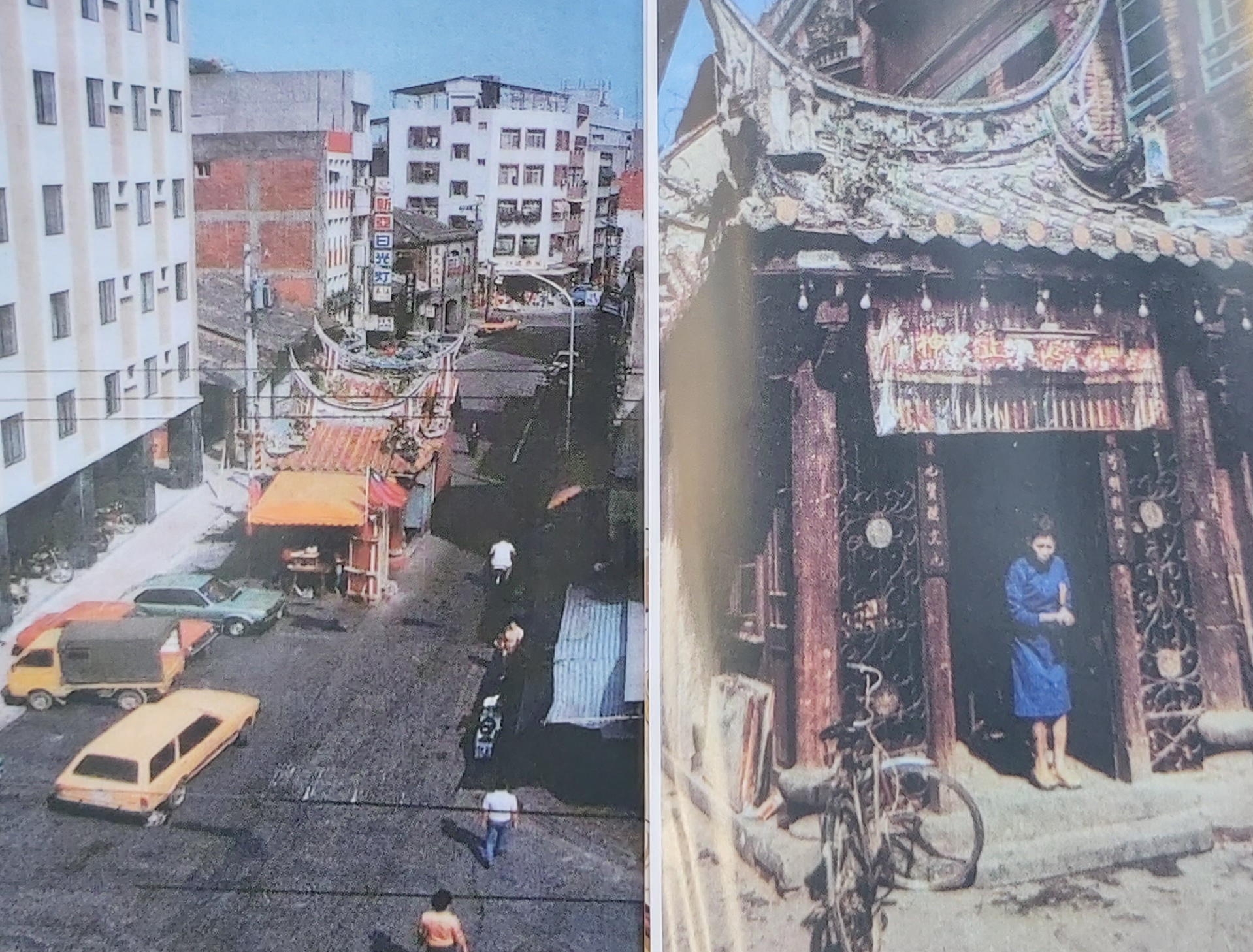
遷建前的舊貌

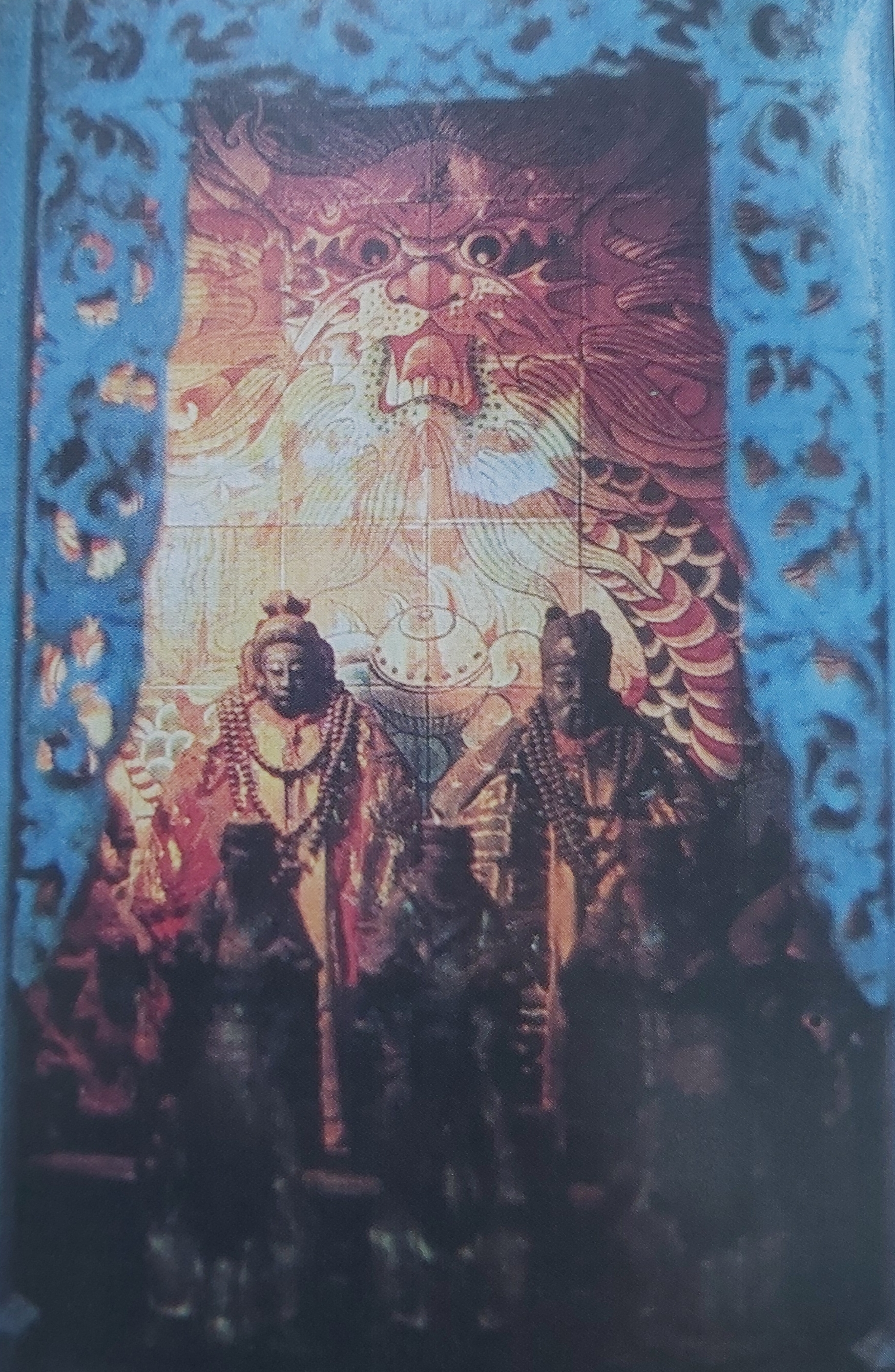
主祀之福德正神夫婦神像

康熙四十八年（1709年），泉州人以墾號「陳賴章」申請開墾艋舺，起初在沙麻廚社的大溪口（今貴陽街二段環河南路二段交界）搭蓋幾間茅屋棲身，慘淡經營，日後移民也逐漸增多，形成稱為「番薯市」的市集。當時貨物會從艋舺第一水門的碼頭卸下，由貿易商把接近第一水門的西昌街作為集散點。1720年左右，為讓早期移民有敬奉本地土地神明之處，就在離貴陽街不遠的西昌街一帶蓋了座小土地公廟，也就是現在的艋舺福德宮。
廟又名「艋舺福德府」，為艋舺最老的土地廟。戰後時期，林衡道曾推薦對臺灣土地公廟歷史有興趣者，可去佛頭港景福祠、小南天福德爺祠、艋舺福德宮、及大龍峒的土地廟參觀。

### 遷建經過
1979年前後，西昌街計畫拓寬，當年的艋舺福德宮就恰好位於西昌街拓寬街道的正中央位置，依照規畫只有拆除一途，引起萬華地區民眾嘩然，為保這座土地廟，地方人士透過各種管道四處陳情。至1980年12月中旬時，西昌街拓寬完成，只剩此廟沒有遷走，由於沒有專門管理人員，市政府即使編了預算想把它遷走，也無對象可給。當時附近攤商會聚集在此形成夜市，阻礙交通。此事在台北市議會引起軒然大波，當地聞人寶斗里里長黃春生提案保留該廟，民眾也組了管理委員會設法遷移，市議員林宏熙找時任臺北市市長的李登輝陳情，李登輝也因此事到這廟祭拜以望能順利遷建。
在李市長代為尋覓下，廟身原有的磚瓦原封不動搬到長沙公園重建。該公園闢建於1979年，屬菜園里，位於環河南路二段與長沙街二段交叉口，不是古稱「番藷市」的範圍內。據林宏熙回憶，他與幾個地方人士曾笑著對李登輝說，若能順利遷建，土地公可保祐當總統，李登輝就緊張回這種事不能亂講。1982年尾，新廟落成，時任省主席的李登輝獲悉後撰了一付對聯給議員周得福表示祝賀。1996年中華民國總統選舉後，連任成功的李總統在慶功宴上還特別向林宏熙提此廟。
今址為萬華區菜園里長沙街二段207號，對面為艋舺龍津宮。

### 祭典
艋舺福德宮以每年農曆二月初二土地公生、以及八月十五日為例行祭祀日。